# Paspalidium jubiflorum
Paspalidium jubiflorum är en gräsart som först beskrevs av Carl Bernhard von Trinius, och fick sitt nu gällande namn av Dorothy Kate Hughes. Paspalidium jubiflorum ingår i släktet Paspalidium och familjen gräs. Inga underarter finns listade i Catalogue of Life.